# Erich Ritter

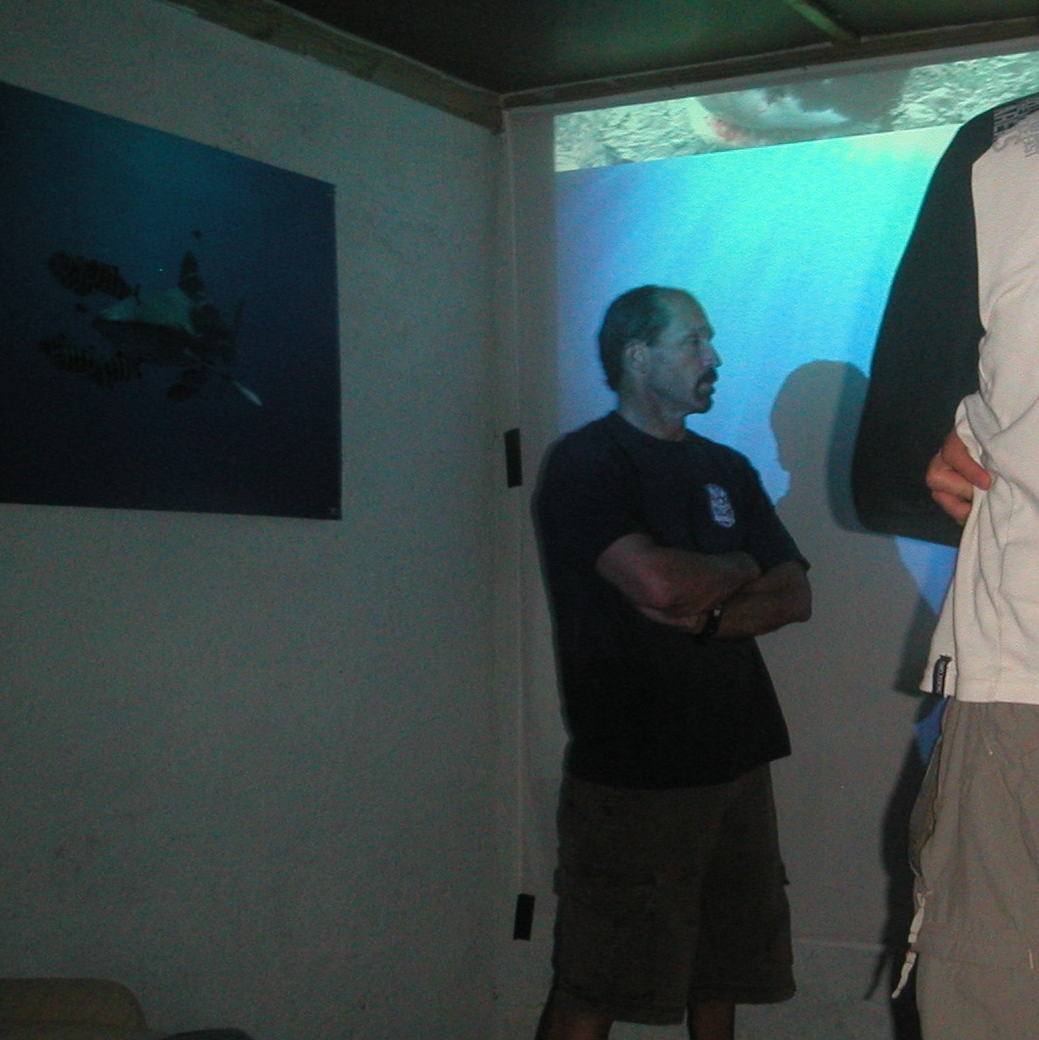
Erich Ritter (2009)

Erich Kurt Ritter (* 30. Dezember 1958; † 28. August 2020 in Florida) war ein Schweizer Biologe, der vor allem das Verhalten von Haien erforschte.

## Leben
Erich Ritter wuchs in Zollikon auf. Er studierte Zoologie an der ETH Zürich und Paläontologie an der Universität Zürich. Später promovierte er an der Rosenstiel School der University of Miami auf dem Gebiet der Verhaltensökologie bei Fischen. Erich Ritter war von 2002 bis 2005 wissenschaftlicher Leiter von Sharkproject e. V., arbeitete in der Verhaltensforschung von Haien und beschäftigte sich insbesondere mit der Hai-Mensch-Beziehung. Er untersuchte, analysierte und rekonstruierte Haiunfälle und stellte die Ergebnisse den Opfern und deren Angehörigen zur Verfügung. Die Unfall-Analysen und Rekonstruktionen wurden im Global Shark Attack File am Shark Research Institute in Princeton USA publiziert.
Alle Experimente wurden mit und oft in Interaktion mit den Tieren „in freier Wildbahn“ primär auf den Bahamas und in Südafrika durchgeführt. Durch seine Forschung entwickelte Ritter das Interaktionskonzept ADORE-SANE. Als renommierter Hai-Forscher beriet Ritter mit diesem Konzept z. B. die Deutsche Marine, United States Navy und United States Air Force im Umgang mit Haien.
Nach diesem Konzept gibt es keine gefährlichen, d. h. willentlich aggressiven Haie, sondern nur gefährliche Situationen mit Haien. Aus seinen Forschungsergebnissen und den Analysen und Rekonstruktionen von Hai-Unfällen leitete Ritter eine Reihe von Massnahmen und Verhaltensregeln ab, mit denen gefährliche Situationen mit Haien vermieden werden können. Die Verhaltensregeln sollen z. B. Schwimmern und Rettungsschwimmern in gefährlichen Situationen helfen, angemessen zu reagieren.
Im Jahr 2002 hatte Erich Ritter während der Dreharbeiten für die Serie „Shark Week“ auf den Bahamas einen Unfall. Ein Bullenhai, der nach einem Köder schnappte, biss in seine Wade („Probebiss“). Als sich Ritter losriss, um nicht ins tiefe Wasser gezogen zu werden, verlor er seine Wade. Obwohl er 60 % seines Blutes verlor, überlebte er diesen Unfall.
Dieses Ereignis gab seiner Forschungsarbeit eine neue Richtung: Unter dem Stichwort «Mental capacity oriented animal perspective» versuchte er Verhaltensregeln für Menschen zu etablieren, die Haie verstehen können. Im Rahmen der Shark School bot er auch populärwissenschaftliche Kurse an, in denen Taucher, Schwimmer oder Lebensretter dieses haigerechte Verhalten erlernen können. Neben der US Navy gehörten Wasserrettungs- und Tauchorganisationen zu seiner Kundschaft.
Seine Forschungsergebnisse zeigen Haie als intelligente Tiere und widersprechen den gängigen Vorstellungen und Darstellungen, wie sie z. B. durch die Medien und die Filmindustrie verbreitet werden (z. B. Blutrausch). Den weltweit jährlich ca. 100 Unfällen mit Haien, von denen ca. 10 tödlich enden, stellt er z. B. Zahlen krimineller Tötungsdelikte und von Unfällen in Städten oder von seltenen Ereignissen wie die jährlich ca. 150 tödlichen Unfälle durch herunterfallende Kokosnüsse gegenüber. Ritter setzte sich aktiv und insbesondere durch Medienpräsenz für den Erhalt und Schutz der Haie und insbesondere gegen das Shark-Finning von Haiflossen an lebenden Tieren ein.
Auf den Bahamas betrieb Ritter eine wissenschaftliche Station, das Shark Education and Research Center (SERC), in der Feldkurse für Studenten ausgerichtet werden und in der Ritter Hai-Kurse für Interessierte unterrichtete, die den Umgang mit Haien erlernen möchten. Ritter war selbst Tauchlehrer, PADI-, Emergency-First-Response- und DAN-Sauerstoff-Instruktor.
Ritter starb am 28. August 2020 im Alter von 61 Jahren an einem Herzleiden in seiner Wahlheimat Florida.

## Publikationen
- Das Lächeln der Haie. Gedanken und Geschichten aus dem Leben eines Haiforschers. Verlag Dr. Werner Steinert, 2001, ISBN 978-3-931309-07-7.
- A Shark's Smile. Verlag Dr. Werner Steinert, 2003, ISBN 978-3-931309-09-1.
- Über die Körpersprache von Haien. Verlag Dr. Werner Steinert, 2002, ISBN 978-3-931309-08-4.
- Mit Haien sprechen. Das faszinierende Verhalten eines bedrohten Jägers. Kosmos Verlag, 2004, ISBN 978-3-440-09807-3.
- mit Gerhard Wegner: Haiunfälle. Hintergründe verstehen – Gefahren erkennen. Kosmos Verlag, 2005, ISBN 978-3-440-10171-1.
- mit Gerhard Wegner, Andre Hartman: Der weisse Hai. Abenteuer, Fakten, Faszination (Ein Herz für Tiere). Kosmos Verlag, 2006, ISBN 978-3-440-10171-1.
- Haie – Menschen – Begegnungen. SharkSchool, 2010, ISBN 978-3-00-033388-0.
- mit Alexandra Quester: Lexikon Hai-Mensch Interaktion. SharkSchool, 2012, ISBN 978-3-00-036889-9.

## Filme, DVD
- Dokumentarfilm Sharkwater, Kanada, 2006.
- Sharkschool – Interaktion mit Haien (DVD), 2007.